# George Henry Hodgson
Pour les articles homonymes, voir Hodgson.
George Henry Hodgson, né le 25 janvier 1817 à Londres et mort en 1848, est un officier de marine britannique.

## Biographie
Fils de Robert Hodgson et de sa femme Mary Tucker, et cousin de Brian Houghton Hodgson, il entre dans la Royal Navy en 1832 et sert au Portugal, en Amérique du Sud, en Méditerranée, en Chine et dans la Manche avant de prendre part, avec James Fitzjames (qui sera comme lui membre de l'expédition Franklin) à la première guerre de l'opium (1838-1842),.
Second-Lieutenant (1842), il est engagé sur le Terror de Francis Crozier pour participer à l'expédition en Arctique de John Franklin. Il disparait avec l'ensemble de ses camarades lors du voyage.
Une cuiller à dessert en argent et une cuiller de table en argent lui appartenant ont été trouvées sur l'île du Roi-Guillaume. Les deux cuillers ont été trouvées par le lieutenant William Robert Hobson de l'expédition arctique de Francis Leopold McClintock dans un bateau abandonné en baie Erebus en mai 1859, et sont gravées du blason personnel de Hodgson : une colombe tenant une branche d'olivier perchée sur des rochers,,.
Jules Verne le mentionne de manière erronée dans son roman Les Aventures du capitaine Hatteras en écrivant « Little Hogdson ». Il amalgame alors son nom à celui d'Edward Little.
Hodgson est l'arrière-grand-oncle de la reine Élisabeth II par sa mère.